# Kathrin Freundner

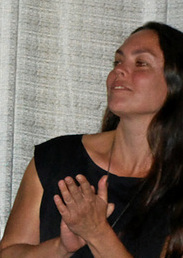
Kathrin Freundner (2010)

Kathrin Freundner (* 1966 in Potsdam) ist eine deutsche Schauspielerin und Kommunalpolitikerin.

## Leben
Freundner studierte nach der Ausbürgerung aus der DDR an der Hochschule für Bildende Künste Hamburg im Bereich Spielfilm bei Helke Sander, wo sie 1996 ihr Meisterschülerstudium mit Auszeichnung beendete. Ihr Abschlussfilm Der Mond ist aufgegangen lief auf deutschen Festivals und erhielt den Publikumspreis des Heidelberger Filmfestivals.
Bereits während ihres Filmstudiums arbeitete sie auch als Kamerafrau, z. B. bei der Langzeitdokumentation Sehnsucht nach Bitterfeld, die auf dem internationalen Dokumentarfilmfestival in Nyon 1992 mit dem Publikumspreis ausgezeichnet wurde. 1995 folgte die Kameraarbeit bei der Dokumentation White Thunder over the Sea in South Dakota, USA, zusammen mit Hans-Christian Schmid.
Seit 1996 steht sie als Schauspielerin vor der Kamera. Nach dem Debüt in Die Flughafenklinik folgten mehrere Tatorte, aber auch Auftritte in Komödien wie Bettis Bescherung und Das geteilte Glück.
In ihrem Heimatort Caputh ist sie ehrenamtlich und politisch für die SPD engagiert, 2020 wurde die Parteilose zur Ortsvorsteherin gewählt.
Freundner ist mit dem Filmregisseur Thomas Freundner verheiratet, die beiden haben drei gemeinsame Kinder.

## Filmografie (Auswahl)
- 1995: Der Mond ist aufgegangen (Kurzfilm; Regie und Schnitt)
- 1997: Tatort: Der Teufel[4]
- 1998: Tatort: Gefallene Engel
- 2000: Tatort: Einsatz in Leipzig[5]
- 2001: Der Solist – Niemandsland
- 2002: Tatort: Totentanz[6]
- 2003: Tage des Sturms[7]
- 2004: Tatort: Herzversagen[8]
- 2006: Bettis Bescherung[9]
- 2006: Das unreine Mal[10]
- 2007: Tatort: Die dunkle Seite
- 2010: Das geteilte Glück
- 2023: Einspruch Schatz: Ein Fall von Liebe
- 2023: Einspruch Schatz: Unter Vätern